# Nachal Revacha
Nachal Revacha (hebrejsky נחל רוחה nebo נחל רווחה) je vádí v jižním Izraeli, v severní části Negevské pouště.
Začíná v nadmořské výšce přes 300 metrů jižně od města Beerševa, západně od dálnice číslo 40. Směřuje pak k západu kopcovitou pouštní krajinou. Ústí zprava do vádí Nachal Secher.